# Nicola Zaccaria
Nicola Zaccaria, nato Nicholas Angelos Zachariou , in greco Νίκος Ζαχαρίου? (Pireo, 9 marzo 1923 – Atene, 24 luglio 2007) è stato un basso greco.

## Biografia
Dopo aver studiato al Conservatorio Nazionale  di Atene sotto la guida di Militos Vithinòs, debuttò nel 1949 come Raimondo in Lucia di Lammermoor.
Nel 1953 vinse il Concorso Internazionale indetto dal Teatro alla Scala di Milano, dove esordì nello stesso anno come Sparafucile in Rigoletto e dove fu presente regolarmente per circa un ventennio, affrontando sia ruoli da protagonista che parti di fianco. Si esibì successivamente a Roma, Vienna e alla Royal Opera House di Londra, dove apparve in Norma e Medea, entrambe accanto a Maria Callas.
Il repertorio comprendeva anche opere di Mozart, Rossini, Puccini, Pizzetti, oltre ai due ruoli in lingua tedesca di Don Fernando in Fidelio e Re Marke in Tristan und Isolde e ad alcuni titoli francesi, come Pelléas et Mélisande e Mignon.
Svolse una rilevante attività radiofonica, televisiva e discografica ed è presente in alcune registrazioni dal vivo di valore storico. Nelle edizioni in studio di Il trovatore e Turandot (Columbia/EMI) sostenne anche i ruoli secondari rispettivamente di "Uno zingaro" e "Un Mandarino" con lo pseudonimo di Giulio Mauri.

## Repertorio
| Ruolo                   | Titolo                      | Autore      |
| ----------------------- | --------------------------- | ----------- |
| Don Fernando            | Fidelio                     | Beethoven   |
| Conte Rodolfo           | La sonnambula               | Bellini     |
| Oroveso                 | Norma                       | Bellini     |
| Creonte                 | Medea                       | Cherubini   |
| Arkel                   | Pelléas et Mélisande        | Debussy     |
| Don Apostolo Gazella    | Lucrezia Borgia             | Donizetti   |
| Raimondo                | Lucia di Lammermoor         | Donizetti   |
| Giustiniano             | Belisario                   | Donizetti   |
| Callistene              | Poliuto                     | Donizetti   |
| Gran Sacerdote d'Apollo | Alceste                     | Gluck       |
| Le Bailli               | Werther                     | Massenet    |
| Garrido                 | La Navarrese                | Massenet    |
| Marcel                  | Gli ugonotti                | Meyerbeer   |
| Il Commendatore         | Don Giovanni                | Mozart      |
| Pirata fenicio          | Fedra                       | Pizzetti    |
| Tommaso Becket          | Assassinio nella cattedrale | Pizzetti    |
| Colline                 | La bohème                   | Puccini     |
| Cesare Angelotti        | Tosca                       | Puccini     |
| Ashby                   | La fanciulla del West       | Puccini     |
| Timur                   | Turandot                    | Puccini     |
| Orbazzano               | Tancredi                    | Rossini     |
| Haly                    | L'italiana in Algeri        | Rossini     |
| Don Basilio             | Il barbiere di Siviglia     | Rossini     |
| Douglas                 | La donna del lago           | Rossini     |
| Abimélech               | Sansone e Dalila            | Saint-Saëns |
| Lothario                | Mignon                      | Thomas      |
| Banco                   | Macbeth                     | Verdi       |
| Sparafucile             | Rigoletto                   | Verdi       |
| Ferrando                | Il trovatore                | Verdi       |
| Samuel Tom              | Un ballo in maschera        | Verdi       |
| Filippo II              | Don Carlo                   | Verdi       |
| Ramfis Il Re            | Aida                        | Verdi       |
| Pistola                 | Falstaff                    | Verdi       |
| Astolfo                 | Orlando furioso             | Vivaldi     |
| Re Marke                | Tristano e Isotta           | Wagner      |
| Caspar                  | Il franco cacciatore        | Weber       |

## Discografia

### Incisioni in studio
- Turandot, con Inge Borkh, Mario Del Monaco, Renata Tebaldi, dir. Alberto Erede Decca 1953
- Rigoletto (video), con Aldo Protti, Virginia Zeani, Carlo Zampighi, dir. Nino Sanzogno RAI 1955
- Rigoletto, con Tito Gobbi, Maria Callas, Giuseppe Di Stefano, Adriana Lazzarini, dir. Tullio Serafin Columbia/EMI 1955
- Aida (Re), con Maria Callas, Richard Tucker, Fedora Barbieri, Tito Gobbi, dr. Tullio Serafin Columbia/EMI 1955
- Il trovatore, con Giuseppe Di Stefano, Maria Callas, Rolando Panerai, Fedora Barbieri, dir. Herbert von Karajan Columbia/EMI 1956
- La bohème, con Maria Callas, Giuseppe Di Stefano, Rolando Panerai, Anna Moffo, dir. Antonino Votto Columbia/EMI 1956
- Il barbiere di Siviglia, con Tito Gobbi, Maria Callas, Luigi Alva, Frizt Ollendorff, dir. Alceo Galliera HMV 1957
- La sonnambula, con Maria Callas, Nicola Monti, dir. Antonino Votto Columbia/EMI 1957
- Turandot, con Maria Callas, Eugenio Fernandi, Elisabeth Schwarzkopf, dir. Tullio Serafin Columbia/EMI 1957
- La fanciulla del west, con Birgit Nilsson, Giovanni Gibin, Andrea Mongelli, dir. Lovro von Matačić Columbia/EMI 1958
- Norma, con Maria Callas, Franco Corelli, Christa Ludwig, dir. Tullio Serafin Columbia/EMI 1960
- Navarraise, con Marilyn Horne, Plácido Domingo, Sherrill Milnes, dir. Henry Lewis RCA 1974
- Mignon, con Marilyn Horne, Ruth Wetling, Alain Vanzo, Frederica von Stade, Andrè Battedou, dir. Antonio de Almeida CBS 1978
- Orlando Furioso, con Marilyn Horne, Victoria de los Angeles, Lucia Valentini Terrani, Carmen Gonzales, Sesto Bruscantini, Lajos Kozma, dir. Claudio Scimone ERATO 1978
- L'italiana in Algeri, con Marilyn Horne, Ernesto Palacio, Samuel Ramey, Domenico Trimarchi, Kathleen Battle, Clara Foti, dir. Claudio Scimone ERATO 1981

### Registrazioni dal vivo
- Fedra, RAI-Milano 1954, con Mercedes Fortunati, Anselmo Colzani. Aldo Bertocci, Silvio Maionica, dir. Nino Sanzogno ed. Opera D'Oro
- Alceste, La Scala 1954, con Maria Callas, Rolando Panerai, Carlo Zampieri, Paolo Silveri, dir. Carlo Maria Giulini ed. Cetra/IDIS
- Norma, La Scala 1955, con Maria Callas, Giulietta Simionato, Mario Del Monaco, dir. Antonino Votto ed. Myto/IDIS
- Lucia di Lammermoor, Berlino 1955, con Maria Callas, Giuseppe Di Stefano, Rolando Panerai, dir. Herbert von Karajan ed. EMI/Opera D'Oro
- Gli ugonotti, RAI-MIlano 1956, con Giacomo Lauri Volpi, Antonietta Pastori, Anna De Cavalieri, Giuseppe Taddei, Giorgio Tozzi, dir. Tullio Serafin ed. Living Stage
- Aida, La Scala 1956, con Antonietta Stella, Giuseppe Di Stefano, Giulietta Simionato, Giangiacomo Guelfi, dir. Antonino Votto ed. Paragon/GOP
- Assassinio nella cattedrale, La Scala 1958, con Nicola Rossi-Lemeni, Leyla Gencer, Dino Dondi, Aldo Betrtocci, dir. Gianandrea Gavazzeni ed. Opera D'Oro
- Medea, Dallas 1958, con Maria Callas, Jon Vickers, Teresa Berganza, dir. Nicola Rescigno - ed. Melodram/Gala/Myto
- Medea, Londra 1959, con Maria Callas, Jon Vickers, Fiorenza Cossotto, dir. Nicola Rescigno ed. Foyer/Melodram/Arkadia
- Don Giovanni (Commend.), Vienna 1960, con Eberhard Waechter, Walter Berry, Leontyne Price, Elisabeth Schwarzkopf, Cesare Valletti, dir. Herbert von Karajan ed. Arkadia
- Poliuto, La Scala 1960, con Franco Corelli, Maria Callas, Ettore Bastianini, dir. Antonino Votto ed. EMI
- Macbeth, RAI-Torino 1961, con Mario Sereni, Nora Lopez, Augusto Vicentini, dir. Mario Rossi ed. House of Opera
- Il trovatore, Salisburgo 1962, con Franco Corelli, Leontyne Price, Giulietta Simionato, Ettore Bastianini, dir. Karajan ed. Arkadia
- Turandot, La Scala 1964, con Birgit Nilsson, Franco Corelli, Galina Vishnevskaya, dir. Gianandrea Gavazzeni ed. Myto/Nuova Era
- Rigoletto, RAI-Torino 1967, con Piero Cappuccilli, Margherita Rinaldi, Luciano Pavarotti, Adriana Lazzarini, dir. Mario Rossi ed. Frequenz
- Tancredi, La Fenice 1981, con Marilyn Horne, Lella Cuberli, Ernesto Palacio, Eleonora Jankovic, Marilyn Schmiege, dir. Ralf Weikert, ed. Mondo Musica
- Tancredi, La Fenice 1983, con Marilyn Horne, Lella Cuberli, Ernesto Palacio, Bernadette Manca di Nissa, Patricia Schuman, dir. Ralf Weikert, ed. CBS/Sony Classical/Fonit Cetra